# 近藤光正
近藤 光正（こんどう みつまさ、1897年（明治30年）12月17日 - 1967年（昭和42年）9月26日）は、日本の実業家、財界人。東亜石油創設者。13歳で給仕として日米礦油株式会社へ入社する。同社の取締役を務める傍ら、個人資産を投じ東華火油工廠を買収し社長となる。日米礦油が出資した日本重油株式会社の経営の立て直しを託され再建させる。後に日米礦油の営業権を買取り日本重油を母体とし東亜石油を設立した。1959年藍綬褒章を受章する。

## 来歴

### 幼少期・少年時代
岡山県御津郡今村（現・岡山県岡山市北区今村）で神官である父と、四国高松の武士の娘である母との元に長男として生まれた。父は神官だけではなく様々な職業をやっており、貧農の家庭で育った。弟が三人、妹が二人いた。

#### 13歳で東京の叔父の元へ上京する
1911年（明治44年）9月1日叔父の元へ上京する。この時13才であった。叔父は鉄道学校を卒業後、鉄道建設事務所へ勤務していたが退職し、早稲田大学商科に入学し学生の傍ら家庭教師を行っていた。上京して早速、近藤は新聞広告で夜間通学ができる職を探し日本橋にある洋紙問屋で働き始める。しかし、深夜に及ぶ重労働と条件であった夜間通学が許されない事に危惧の念を抱き、小伝馬町にある沙羅問屋に入店する。ここでは店主の自宅で下男として働かされるが、使用人を酷使し理不尽に扱う主人の家族への反抗と、近藤の父から毎週送られてくる激励の手紙から早く立派な人間になりたいと言う思いが強まりやめる事とした。

#### 日米礦油へ一給仕として入社する
これ迄の経緯から新聞広告の求人をやめ、知り合いのつてを頼りとし、叔父の家庭教師先である横溝が支店長を勤めている日米礦油に一給士として入社する事となった。この時の日米礦油は東京市本所区東両国の旧国技館の裏にあった。近藤はこの頃の事を著書でこのように回想している。

#### 東京商業学校へ入学する
近藤は日米礦油で給士を行うかたわら、東京商業学校へ夜学で通う事となった。給士の給与では月謝を支払うのが精一杯であり、校舎は神田にある校舎まで、両国から徒歩での通学した。早朝6時から給士の仕事をし学校から帰宅後は深夜まで勉強を行うという生活であった。

#### 東京商業学校を主席で卒業する
当時の中外商業新報（現：日本経済新聞）は苦学生のなかで優秀な成績で卒業した生徒を紹介しており、首席卒業者として同紙に掲載された。近藤の勉学に対する意欲は錚々たるものであり当時のエピソードを著書でこのように述べている。

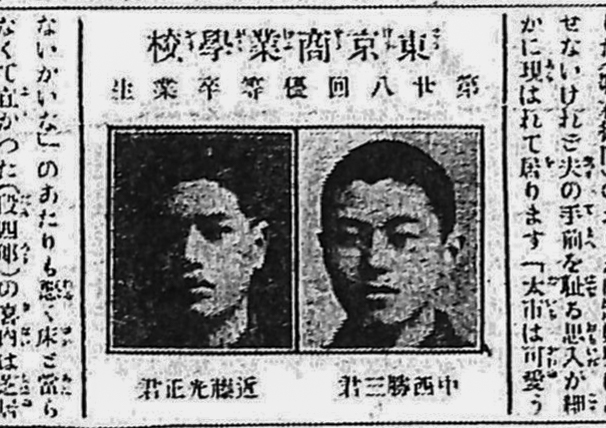
中外商業新報 大正5年4月20日

### 日米礦油社員時代

#### 卒業して日米礦油のサラリーマンとなる
東京商業学校を卒業後は両親を一刻も早く助けるために大学入試を断念し実務に専念し働くことを決意する。21、22才のころは、会社の経理担当であったが在学中に学んだことを実務で応用し始め、営業政策の計画や組織の最適化など様々な改革を促進させる。更なるアイデアを実現するため販売部門の手伝いを買ってでる。小口の取引を目的とし、個人営業の工場をターゲットとし学業後の夜間に営業活動を行う。昼は経理、夜は販売という仕事ではあったが昼間の販売専門職の成績を超えるようになった為、支店長から販売係専任を命じられる。この頃は、本社は大阪にあり支店が名古屋と九州の若松、東京にあった。25才位の時、会社全体の販売成績のトップとなり、上京してくる大阪本社の社長に会える機会が与えられた。

#### 役職に就任する
27才の時に7、8か所ある全支店の中から一番大きな東京支店長に抜擢される。4年後には常務取締役を務めのちに専務となる。

#### 製造への進出を提言する
1928年（昭和3年）近藤が重役となり、ある重役会の席上、石油精製工場の建設を提案する。しかし、大株主であり重役である早山石油社長である早山に反対される。この時の様子について著書でこのように述べている 

#### 中国への視察
日本へ輸入される植物油の大半は、かつて中国からのものであった。また、当時の中国では、イギリスやアメリカの企業が、国外から輸入した石油製品を販売していた。
近藤は将来を見据え、この市場に参入する余地があるかを見極めるため、経済調査の一環として、支店長の横溝とともに1929年（昭和4年）、上海・南京・青島を視察した。
その際、イギリスやアメリカの企業が、人口4億人の市場を支えるために整備していた大規模な石油タンクの規模や数、さらにそれによって得ていた莫大な利益の実態を目の当たりにし、生産や製造を含むビジネスチャンスの可能性を強く感じ取った。
その後、1938年（昭和13年）に天津、1939年（昭和14年）に上海、1940年（昭和15年）には北京に、それぞれ日米礦油の支店を開設した。

### 日本重油の経営を任される

#### 大幅赤字による経営者の辞任
その当時、同業者の共同出資で経営されていた日本重油株式会社があり、日米礦油が五分の一を出資をしていたが、販売成績がふるわず1934年（昭和9年）に資本の十数倍を超える大欠損を経常してしまった。社長は責任上辞職し、株主も重役も会社と関係を絶ってみんな逃げてしまう。1934年（昭和9年）頃は日米礦油の常務として、近藤は、その子会社とも見るべき投資会社日本重油の平取締役であった。これがこの会社の前社長時代に使い込みやら掛けたおしやらで、資本の十数倍の大損失を生じ会社は倒産に瀕してしまう。

#### 役員としての近藤の責任
近藤は日本重油の取締役を務めており、監督上の責任を問われ価値を失った株式を額面金額で引き受けるように日米礦油の社長から要求された。債権者であった三井物産は日米礦油との取引関係の繋がりから、日本重油の会社整理を近藤へ懇願する。近藤は道義上の責任と石油業界のためになる事から社長を引受ける。三井物産は日本重油の債務を棚上げにし13年の期間で返済を近藤と約束する。元々日本重油は商売力がある会社の為、販売量は次第に増加していった。しかし、前金でしか取引できないため近藤は個人資産のほとんどを担保とし運転資金の借入をしていた。やがてそれも限界を迎えるが三井物産が信用払いとすることで金策がうまく回り始める。事実上は解散寸前まで陥った日本重油は近藤の努力により販売は立ち直ったが、資本の面では多大な損失を抱えたままであった。

#### 日本重油を再建させる
引き受けた当時は重油を三百トン程度の販売量であったが、数年後には日本石油と早山石油の取引量が増え一万トンと日本で一番の重油を扱う会社となり三井物産への債務を三年で返済することができ日本重油の再建を果たす。

### 日本一の石油会社に目標を設定する
当時の日本はアジアの指導者になることを目指していた。近藤もその考えに沿うべく自社を日本一の石油会社とすることでアメリカやヨーロッパの先進国に対し、マーケットで正面から勝負できるよう考えた結果、国内の石油販売の拡充をはかり、続いて石油精製に進出し、強い地盤の上に立った石油専門会社にしようと考えるに至った。

#### 石油業法の成立
石油業界における過度な競争を回避し、産業の健全な発展を促進するとともに、有事の際に一定量の石油を確保することを目的として、1934年（昭和9年）に石油業法が施行された。この法律により、石油精製業および石油輸入業は許可制とされ、販売数量の統制や石油製品の一定量の保有が義務づけられた。

これにより国内での製油所の新設は実質不可能となった。

### 製油所の買収

#### 青島の製油所を視察する
1938年（昭和13年）末、取引先の専務から「青島に製油所の売物がある。もっとも古いもので、今中止されているが、許可は大丈夫である」という話をされる。近藤は買収のため視察に訪れる。当時、早山石油の社長が日米礦油の社長を兼務しており、早山社長へ青島の製油所を買収し大陸への積極的進出するよう専務である近藤が意見書を提出するが反対される。早山はその時の状況をこのように述べている。

#### 個人資産で製油所を買収し、「東華火油工廠」とする
社内の反対を受け、近藤は個人資産によって製油所を買収することを早山社長に提案し、その了承を得た。近藤は、日米礦油の専務および日本重油の社長職を引き受けたまま製油所を買収し、1939年（昭和14年）末には、同製油所は「東華火油工廠」として操業を開始した。

#### 製油所が放火される
1940年（昭和15年）9月8日、現地ゲリラ（便衣隊）による放火を受け火災が発生する。海軍陸戦隊の協力を得て消火活動を行うも数日間の延焼の末、工場ならびに貯蔵された石油類が全焼する。損害額は当時の価値で65万円であった。
その後、海軍の協力を得て、青島四川路に敷地を拡張し設備の増設を行なう。四川路工場では南方原油を精製し現地軍民用燃料やその他基地燃料として供給する。1942年（昭和17年）政府命令により、戦時金融金庫より3000万円の融資を受けタール精製に着手し、戦時下国内業務が閑散となった東亜石油の技術者や従業員の大部分を派遣し業務にあたらせる。。

#### 改組し株式会社とする
1942年（昭和17年）には生産も軌道に乗り業績が上昇する目処がついたので、1944年（昭和19年）2月には個人商店から株式会社に改組し、東亜石油も一部出資した。。

#### 石炭液化工場への転換
満州石油会社発足当時、イギリスやアメリカの石油販売会社により市況が圧迫されていたため、政府は中国大陸において製油所の建設は行わないという方針であった。近藤は古い製油所を買収し進出したが、次第に原油が南方から届かなくなっていた。1944年（昭和19年）10月20日「液体燃料緊急増産施設建設に関する指示」の閣議決定に基づき、海軍管理下において石炭液化工場の建設を命じられる。その内容は、建設中であった青島市滄口工場内に、1945年（昭和20年）9月までにノールス炉120基を増設することであった。官設民営とした契約であったが、同社の従来の経歴から建設、技術、労務の部分の提供を海軍から要請され建設工事の施工を行なった。１万人の労働者により７万坪の造成を行うが、戦局の急迫を受け資材と労働者の提供が不足する。併せて空襲や匪賊の出没により命がけの作業となる。

#### 海軍による強制買上げ
1945年（昭和20年）6月になると、四川路工場ならびに滄口工場の設備一切を海軍に強制買収される事が決定する。同年8月6日に9億9千万円で買取りする契約を締結した。滄口工場はその一部が8月10日に火入れ式を行い試運転を実施したが、15日に終戦となり、31日には日本海軍財産として全てを中国海軍に接収、引渡しされ従業員は引揚げすることとなった。買収代金は政府から未払いのまま終戦を迎える。

### 東亜石油の誕生

#### 日米礦油と日本重油を統合する
近藤が引き受けた頃の日本重油は資本金5万円程度であったが、会社の再建をうけ10倍の50万に増大していった。1942年（昭和17年）ごろには親会社の日米礦油を超す勢いとなったため、1942年（昭和17年）4月10日、臨時株主総会を開催し、日米礦油の資本金200万円の40％を分割、日本重油に吸収合併する事を決議した。また、22営業所中、小樽、釧路、東京、横浜、三崎、伊東、北京、天津、上海の営業所、および中川工場を併合し、資本金を30万円から126万円に増資し、社名を東亜石油として改めて新発足した。社長は近藤が継続し、1942年（昭和17年）11月4日その祝賀披露宴を大東亜会館（現：東京會舘）で催される。終戦時の国務大臣下村海南、日本石油副社長の永田政吉など各界の名士が出席する。

#### 戦中時代の経営
1943年（昭和18年）から1944年（昭和19年）頃になると戦局は激しさを加え、国内石油消費規制はますます強化された。その影響により石油販売業者の整理が深刻となり、残る業者のほとんどが経営困難となった。企業整備により、東京支店の経営と販売は東京市蒲田区の指定配給所に指定され、大家商店、小舟商店と3社の共同出資により近藤光正を社長とし蒲田石油配給所として発足した。
中川工場は強制疎開となり、東京支店、および横浜営業所は倉庫を含め空襲の影響を受け全滅した。

#### 戦後時代の経営
終戦後は石油製品の消費量が極めて少なかったため、引揚げ従業員を受けれるため近藤の個人資産で、魚粕肥料、冷凍、澱粉の3つの事業を開始した。
1949年（昭和24年）の石油統制解除に伴い、石油消費量が増加すると全従業員を東亜石油へ復帰させる。

### 国内での再出発
近藤は中国の事業を失ってしまったが、国内での石油精製事業で再出発をすることを決意する。
当時の日本は、連合軍総司令部が原油の輸入を許可ぜずガリオア資金・エロア資金で民需用の石油製品を輸入していた。

#### 四日市燃料廠をめぐる争い
1945年（昭和20年）10月末に軍需省燃料局の人造石油課長と、帝国燃料の担当部長で徳山、四日市の海軍燃料廠の現地視察を行ない、近藤は、復旧の可能性に着目し民需用に転換し製油所として活用する構想の下に同年11月1日海軍大臣宛に石油精製全設備の払い下げを申請する。
四日市燃料廠は1939年（昭和14年）から1943年（昭和18年）にかけて、海軍が当時の最新の装置を建設し、東洋一を誇った施設であったが、戦争末期に爆撃を受けてほとんど破壊されていた。
1946年（昭和21年）賠償指定により連合軍の管理下となる。日本政府はその申請を許可するが、連合国軍総司令部は一部のタンクのみ使用許可を与えた。当局は同年６月、精製施設は保留とし、貯油設備を利用させる方針を決める。石油配給統制株式会社よりも貯油設備が不足しており、東亜石油の払い下げ申請を許可する旨の陳情があったとされる。
1947年（昭和22年）1月、土地11万9千坪、タンク12万8千坪の利用を許可し、三重軍政部も許可した。直ちに復旧作業に着手し、同年4月より東海北陸地区の配給基地として活用を開始する。秋ごろには石油配給公団より東亜石油が使用している施設を年間15万トンの配給基地として利用する申し入れがあり、1948年（昭和23年）には東海地区の配給基地として拡充整備してもらいたいと要請があったため、復興金融公庫より融資を受け整備を実施する。また、近藤は東華火油工廠で行なっていた精製業務を再開するため、全精製施設の払い下げを当局に申請し、1949年（昭和24年）までに折衝を十数回繰り返す。
1949年（昭和24年）9月22日にGHQにより太平洋岸製油所の再開が許可され、1951年（昭和26年）には四日市燃料廠は賠償施設が解除されると、石油業者は施設の払い下げを政府へ申請し競願する。石油会社のほとんどが申請を行い激しい競争が始まる。近藤は当時の状況についてこのように考えている。
1951年（昭和26年）3月5日、当時の総理大臣である吉田と面会し、自身の意見を述べる機会を得た。
近藤は石油国策上将来に重大な禍根を残すと憂慮し政府や関係方面へ働きかける。
1951年（昭和26年）末、激しい政治問題となった四日市燃料廠払い下げ問題を処理すべく、政府は通産大臣の諮問機関を設置した。しかし「一社単独払い下げ案」「共同運営案」「国策会社案」など複数案により決定せず、1952年（昭和27年）石油業界首脳による「共同運営計画」が提案されるも話はまとまらず、1953年（昭和28年）9月、国有民営案が閣議で決定する。これは外資系を含む8社の共同運営会社に貸与する内容であった。各社はその設立を準備中、1954年（昭和29年）突如政府は、MSA交渉の進展と称し、運営会社の設立計画の決定を保留し、三年余り糾弾を続けた旧海軍施設払い下げ問題は世論の支持も加わり幾多の曲折の末、四日市燃料廠は外資系であった昭和石油に、徳山燃料廠は出光興産に決定した。

### 川崎に製油所を建設する

#### 川崎に製油所を建設することを決意する
石油統制が撤廃された1950年（昭和25年）以降、国内製油所の復興はめざましいものであり、その販売網も着々と拡大していった。このような状況から東亜石油も自前の製油所を建設を早急に行う必要があった。そこで、外資に頼らず株式市場を通じて資金を獲得していった。1953年（昭和28年）春、千葉県五井海岸を視察するも埋立に時間がかかる事から、同年年末に、日立造船が保有していた川崎市水江町の土地６万坪を買収し製油所の建設を着工する事とした。同地は日本最大の石油消費地の中心にあり、大型タンカーが接岸可能な最適の立地条件にあった。

#### 川崎製油所を稼働させる

##### 株式上場する
1950年（昭和25年）5月2日、東京証券取引所に株式上場する

##### 元売り指定を受ける
1953年（昭和28年）1月1日、燃料油輸入元売業社の指定を受ける

##### 資本を増強する
1953年（昭和28年）1月23日に大阪証券取引所に上場する。同年2月1日には資本金を6000万円から1億2000万円に増資する

##### 川崎に土地を購入する
1953年（昭和28年）川崎油槽所および第一工場用地として、日立造船より18026坪を購入し、輸入用原油タンク１基（5000kl）を建設する

##### 第1期工事
1954年（昭和29年）9月、第1期工事として日産6000バーレルの石油精製設備建設に着手する。施工は日立造船が行なう。1955年（昭和30年）5月3日火入れ式、同年8月5日に竣工披露式を行う。
建設に当たり、旧海軍でお世話になった人物から建設の協力を得て、設計、調査、機械の発注など行なった。

##### 日本石油の特約店を解除する
1949年（昭和24年）1月に日本石油の特約店として石油販売を行っていた東亜石油は製油所の稼働を受け、1956年（昭和31年）7月31日で特約店を解除する。

##### 第1期拡張工事
1956年（昭和31年）末より精製能力を12000バーレルとする増強工事に着手し、1957年（昭和32年）8月に完成する。これにより、精製能力は倍増する。精製能力の増強に見合った販売網の拡張を図り、特約店の増強を推進することを目的とし、資本金を15億円に増資し建設費、販売設備の拡充にあてる。東京、大阪、名古屋の営業所は支店に昇格させる。

##### 川崎第二工場新設
東亜石油は10月からの自由化を控えて石油精製元売りとして確固たる地盤を築くためにも川崎製油所第二工場の建設を急いでいた。1961年（昭和36年）7月10日、70億円の費用を掛け第二工場が完成した。完成を祝しての披露宴は盛大に行われた。第一工場の2万バレルを合わせて合計5万バレルの新鋭工場が稼働し始めた。1961年（昭和36年）に70億円を要し川崎第二工場を完成させる。生産能力は6年間に8倍となった。

### 近藤がアメリカへ視察に出かけ、石油化学の必要性を感じる
米国の石油業界を視察した近藤は、石油化学の始頭を感じ、石油精製と石油化学の連携なしでは大きくなり得ないという確信に至った。そして、米フィリップス社のポリエチレン技術について提携を考え帰国する。帰国後、昭和電工を訪ね石油化学問題について副社長である安西と懇談した。近藤は昭和電工創設者である森矗昶時代からの取引関係があり、甥である副社長の安西とは戦前から面識があった。フィリップス社との連携について説明するも、その事を知っており、話はトントンと進み石油化学の工業化については昭和電工と東亜石油が提携することで話がつく。

#### その頃のポリエチレン導入を巡る戦い
1956年（昭和31年）始め、古河電工がポリエチレン技術を国内に導入させようと横田常務を渡米させ米フィリップス社と技術提携について交渉を開始したが、この交渉が長引き帰国し本社と条件について協議している最中に、昭和電工の安西副社長が交渉を行い技術提携について契約を結ぶ。古河電工は急遽スタンダードとの技術提携に切り替え、日本石油と原料供給で手を結び昭和電工ー東亜石油へ対抗する。通産省はこの件を問題視し、原料の供給ソースを日本石油に一本化することで事態の沈静化を図るため、東亜石油へ対し昭和電工との提携から手を引くことを懇請するとともに、昭和電工に対してはその条件を飲まない限り技術提携の許可をしないと申し渡した 安西は会談を行い近藤から承諾を得て技術提携に踏み切る  この会談で近藤は安西に対し
5年後には昭和電工と資本提携を行い、東亜石油の第二筆頭株主となる。当時は、大手化学会社が単独で石油会社を系列下に収めたところは昭電のほかにはいなかった。

#### この頃の東亜石油
近藤は資本金について「大衆資本」によって事業を行うという方針を立て、1949年（昭和24年）にはわずか126万円であった資本が4年後の1955年（昭和30年）には4億8千万円、1956年（昭和31年）には7億2千万円、1957年（昭和32年）には15億円とわずか6年間で1137倍と驚異的な増加と遂げる それにも関わらず、安定株主が少なく浮動票が多かった。近藤は石油精製事業者としては、これからの拡充計画は石油化学とのコンビナートにならなければ、安定した事業体といえない時代になっている。と雑誌で述べている。

### 株を巡る争い

#### 株の買占めに至る発端
東亜石油を昭和電工、日本石油と結び付けようとする動きが一部の証券会社であった。昭和電工が米フィリップス社と提携しポリエチレン系の石油化学に進出予定だった。しかし石油精製工場がなく日石と提携することになっていた。東亜石油は昭和30年代に石油精製に進出したばかりであったが、もともとは石油の販売業社であり日石系の石油製品を委託販売していた。この3社を結びつけひと商売を当て込んで浮動票の多い東亜石油の株集めを計画していた。

## エピソード

### 全国石油協会の設立
石油製品の販売の統制により数々の問題が発生しており、近藤は国内一万数千名の石油販売業者を結束させ、1939年（昭和14年）全国石油協会を設立させ、その代表となり政府と折衝を行なった。

## 栄典
- 1959年（昭和34年）11月16日 - 藍綬褒章 「早くから石油販売及精製業に従事し、事業の進展に尽くし、又業界団体の要職にあって其の運営に当り、よく斬業の発展に寄与した。まことに公衆の利益を興し成績著明である。よって藍綬褒章を授与される」[24]